# Lighthouse (Eindhoven)
Lighthouse, ook bekend als Niko, is een 109 meter hoge woontoren in de Eindhovense buurt Strijp-S. Begin 2022 startte de bouw en in 2025 is de toren gerealiseerd.

## Ontwerp, indeling en bouw
Het ontwerp van het gebouw verwijst naar het werk van architect Dirk Roosenburg, die veel oudere gebouwen op Strijp-S heeft ontworpen. Zo zorgt de regelmatige verticale indeling ervoor dat het gebouw een consistente en overzichtelijke uitstraling heeft, waarbij alle elementen goed met elkaar verbonden zijn. Verder sluiten de verschillende hoogtes van het gebouw aan op de hoogtes van omliggende gebouwen in de directe omgeving. Het staat in relatie tot het Klokgebouw, Strijp T en het nog in te richten Machinekamerplein. De gevel van de woontoren is bekleed met grijze en witte bakstenen en goudgele aluminium kozijnen. De lengte van de toren is benadrukt door de toepassing van staande ramen en verticale lijnen.
De toren biedt plaats aan 333 huurappartementen in de vrije sector, met oppervlaktes variërend van 40 tot 110 m². Daarnaast zijn er drie grotere penthouses gerealiseerd. Op de begane grond is ruimte gereserveerd voor winkels, horeca, kantoren, culturele concepten en andere voorzieningen. Verder is er onder de toren een fietsenkelder en zijn er in de omgeving bomen geplant.
In juli 2024 bereikte woontoren Lighthouse het hoogste punt. Daarmee was woontoren De Admirant na vijftien jaar niet langer het hoogste gebouw van Eindhoven.
De Admirant · BunkerToren · Eurostaete · Kennedytoren · Lichthoven (The Social Hub) · Lighthouse · Onyx · Porthos · De Regent · Trudo Toren · Vestedatoren
Cooltoren (Rotterdam) · Delftse Poort (Rotterdam) · FIRST (Rotterdam) · Hoftoren (Den Haag) · JuBi-gebouw (Den Haag) · De Kroon (Den Haag) · Maastoren (Rotterdam) · Millenniumtoren (Rotterdam) · Mondriaantoren (Amsterdam) · Montevideo (Rotterdam) · New Babylon (Den Haag)  · New Orleans (Rotterdam) · The Red Apple (Rotterdam) · Rembrandttoren (Amsterdam) · De Rotterdam (Rotterdam) · Het Strijkijzer (Den Haag) · Westpoint (Tilburg) · World Port Center (Rotterdam) · De Zalmhaven (Rotterdam)
Achmeatoren (Leeuwarden) · Alphatoren (Enschede) · Carlton (Almere) · Erasmusgebouw (Nijmegen) · Europees Octrooibureau (Rijswijk) · EWI-gebouw (Delft) · Hondsrugtoren (Emmen) · Innovatoren (Venlo) · Kempkensberg (Groningen) · Lighthouse (Eindhoven) · Provinciehuis ('s-Hertogenbosch) · Rabobank (Utrecht) · Sardijntoren (Vlissingen) · IJsseltoren (Zwolle)